# Kepler-22
Kepler-22 — жовта зірка головної послідовності, розташована у сузір'ї Лебедя. З видимою зоряною величиною 11,664 зірка невидима неозброєним оком. Вона лежить на приблизній відстані 638 світлових років від Землі. Система Kepler-22 містить планету, позначену Kepler-22b, яка обертається в зоні життя зірки. Відкрита в 2011 році, Kepler-22b була першою екзопланетою, яка оберталася навколо неї в зоні життя сонцеподібної зірки.